# رهاب الجديد
رهاب الجديد أو النيوفوبيا هو الخوف من الأشياء والتجارب الجديدة. يسمى بالإنجليزية اشتقاقًا من الجذور الإغريقية: Neophobia أو Cainotophobia أو Cainophobia.
يعرف رهاب الجديد في علم النفس بأنه الخوف المستمر وغير العادي من أي شيء جديد. يمكن أن يظهر في أطواره الخفيفة على أنه تحرج من تجربة الأمور الجديدة أو كسر الروتين. تُرى مظاهر خفيفة من الرهاب في الأطفال (الذين يريدون أن يبقى ما يعرفونه من العالم على ما هو عليه) والشيوخ والعجائز (الذين يتكيفون بمواصلة العادات القديمة ولا يريدون تعلم الأمور الجديدة).

## رهاب الجديد من الطعام
رهاب الجديد من الطعام هو الرهاب من تناول أطعمة جديدة أو غير مألوفة، وهو أحد الأعراض الشائعة لاضطراب تجنب/تقييد تناول الطعام ولكنه ليس اضطرابًا بذاته، وهو شائع بشكل خاص عند الأطفال، وغالبًا ما يرتبط بمستوى البحث عن الإثارة لدى الشخص، أي استعداد الشخص لتجربة أشياء جديدة والمجازفة.

## الأسباب
إن العوامل الوراثية تلعب دورًا في رهاب الجديد من الطعام، وفي رهاب الجديد بشكل عام؛ وتُظهِر الأبحاث أن حوالي ثلثي التباين في رهاب الجديد من الطعام يرجع إلى العوامل الوراثية. ومما يؤكد ذلك أن دراسة أظهرت ارتباطًا أكبر عند الأزواج من التوائم.
يمكن للعوامل النفسية الاجتماعية أن تزيد من فرص إصابة الطفل برهاب الجديد من الطعام؛ كون الأطفال يراقبون بعناية تفضيلات والديهم للأطعمة،
مما قد يُظهر ميول إلى رهاب الجديد من الطعام إذا كان الآباء يميلون إلى تجنب بعض الأطعمة.
كذلك يمكن أن يكون الشخص أكثر حساسية من المتوسط للأطعمة اللاذعة، وذلك قد يكون مرتبطًا بتاريخ طويل من الإصابة بالتهاب الأذن الوسطى أو زيادة إدراك الأطعمة اللاذعة والمعروفة باسم supertaster.

## العلاج
إن الضغط على الطفل لتناول طعام لا يحبه أو التهديد بالعقاب لعدم تناوله، تؤدي إلى تفاقم المشكلة.
ومن الحلول تقديم مكافآت غير غذائية، مثل ملصق صغير، لتذوق طعام جديد أو غير محبب، وتقليد الأباء السلوك المطلوب من خلال تناول تلك الأطعمة بمرح أمام الأطفال.